# Rượu đắng

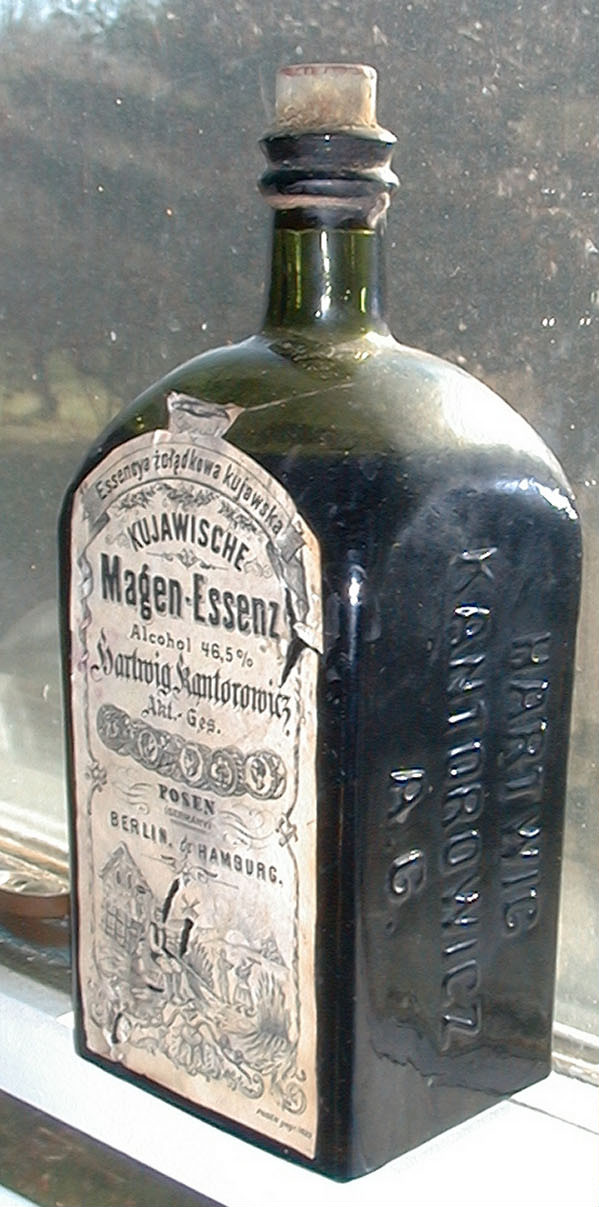
Một chai rượu cổ "Tinh chất dạ dày Kuyavian", rượu đắng từ Posen, Đức (nay là Poznań, Ba Lan)

Rượu đắng theo truyền thống là một chế phẩm rượu có hương vị thực vật để cuối cùng đạt kết quả là vị đắng đặc trưng, hay vừa đắng vừa ngọt. Nhiều nhãn hiệu rượu đắng lâu đời ban đầu được phát triển dưới dạng biệt dược, nhưng hiện nay được bán dưới dạng trợ tiêu hóa, đôi khi có đặc tính thảo dược và hương liệu cocktail. Vì cocktail chủ yếu chứa các hương vị chua và ngọt, rượu đắng được sử dụng để kết hợp với một vị chính khác và do đó làm cân bằng thức uống và làm cho món phức tạp hơn, mang lại hương vị hoàn chỉnh hơn.